# Kecamatan Labuhan Maringgai
Kecamatan Labuhan Maringgai är ett distrikt i Indonesien.   Det ligger i provinsen Lampung, i den västra delen av landet, 150 km nordväst om huvudstaden Jakarta.